# Frederico Guilherme Bartholomay

Frederico Guilherme Bartholomay (Barmen, 6 de junho de 1839 — Santa Cruz do Sul, 9 de junho de 1888 ) foi um político e engenheiro alemão que realizou inúmeros trabalhos no Rio Grande do Sul, no final do século XIX. Foi um dos principais empresários e investidores de Santa Cruz.
Filho de uma classe média urbana: o pai era comerciante, protestante e ligado aos maçons.  Durante a infância e adolescência participou dos negócios da família que custearam suas despesas com educação. Ingressou na Escola de Engenharia, concluindo o curso em 1858. No ano seguinte emigrou para o Brasil, instalando-se inicialmente na colônia de Nova Petrópolis.
Seu rápido aprendizado da língua portuguesa fizeram com que fosse nomeado vice-diretor da colônia e logo depois a diretor, cargo em que permaneceu até 1869. Ali entrou para a Guarda Nacional, chegando ao posto de major. Nesse ano recebeu o convite para ser diretor da Colônia de São João de Santa Cruz, então parte do município de Rio Pardo.
Em 1868, era responsável pela abertura da Picada Feliz até os Campos de Cima da Serra. É atribuído a ele, entre outros, o projeto do prédio da prefeitura de Santa Cruz do Sul.
Junto com Frederico Haensel, Karl von Kahlden Karl von Koseritz e Wilhelm ter Brüggen, foram os deputados provinciais de origem teuta, eleitos no Rio Grande do Sul, durante o Brasil Império. Foi eleito pelo Partido Liberal, para a legislatura de 1881 a 1882.
Foi presidente do Club Alemão, depois Club União, de Santa Cruz do Sul, também vereador e presidente da câmara municipal de Santa Cruz, entre 1883 e 1884.
Em 1870 fundou a Schulgemeinde, a futura mantenedora do Colégio Sinodal, junto com outros empresários e políticos da cidade. Na área religiosa, em 1876, foi ativo presidente da Deutsche Protestantische Gemeinde.
Foi juiz de Paz e delegado em Santa Cruz do Sul. Casou com Malvina Textor, irmã do ex-diretor da Colônia de Santa Cruz, Carlos Trein Filho, com quem teve cinco filhos, entre eles o ex-intendente de Santa Cruz do Sul, Gaspar Bartholomay.